# Maram Fatnassi
 (mai 2025).
Maram Fatnasi, née le 18 septembre 2003, est une taekwondoïste qatarienne.
Née de parents tunisiens, elle grandit à Doha, où elle étudie au lycée français. Trilingue, elle étudie la pharmacie à Paris où elle allie étude et sport. 
Elle gagne une médaille d’or à la coupe arabe de Fujaïrah en 2024 dans la catégorie des moins de 67 kg.

## Palmarès international
| Année | Lieu                          | Médaille | Catégorie |
| ----- | ----------------------------- | -------- | --------- |
| 2021  | Beyrouth (championnat d'Asie) | Bronze   | -67       |
| 2024  | Fujaïrah                      | Or       | -67       |